# 起钉器

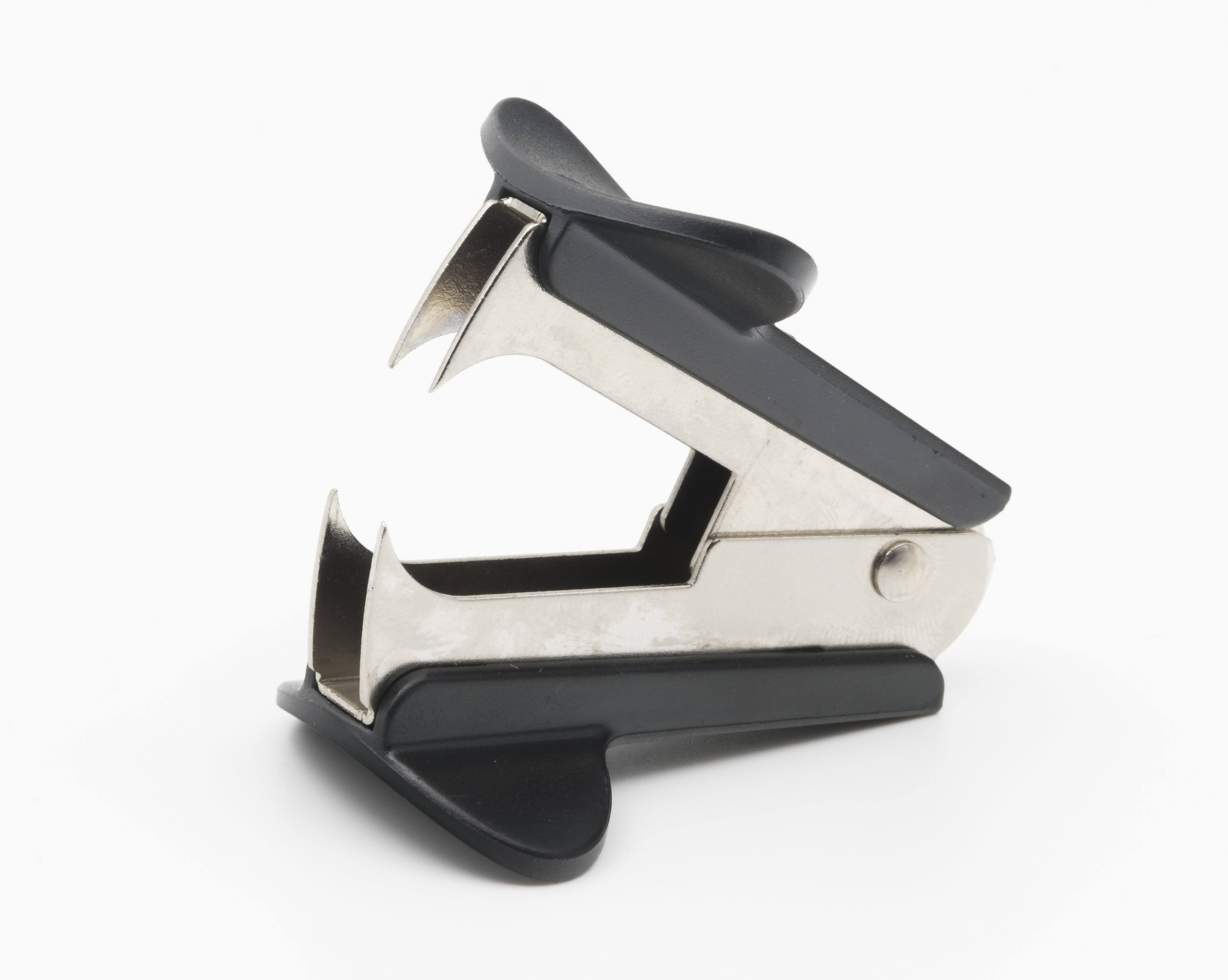
起钉器

起钉器又称拆钉器，是一种能够快速从書本、材料中去除騎馬釘且不會對書本、材料造成损坏的工具。有些訂書機上會配有起钉器。1932年和1944年，已有人申請起釘器的專利。